# ウィーン少年合唱団

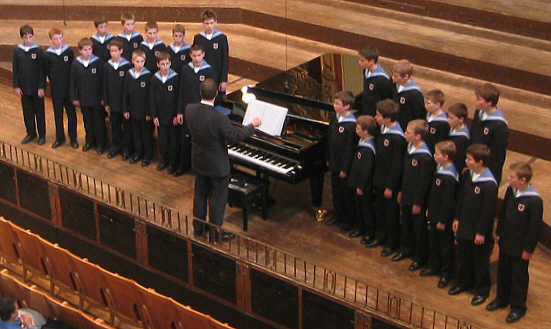
ウィーン少年合唱団

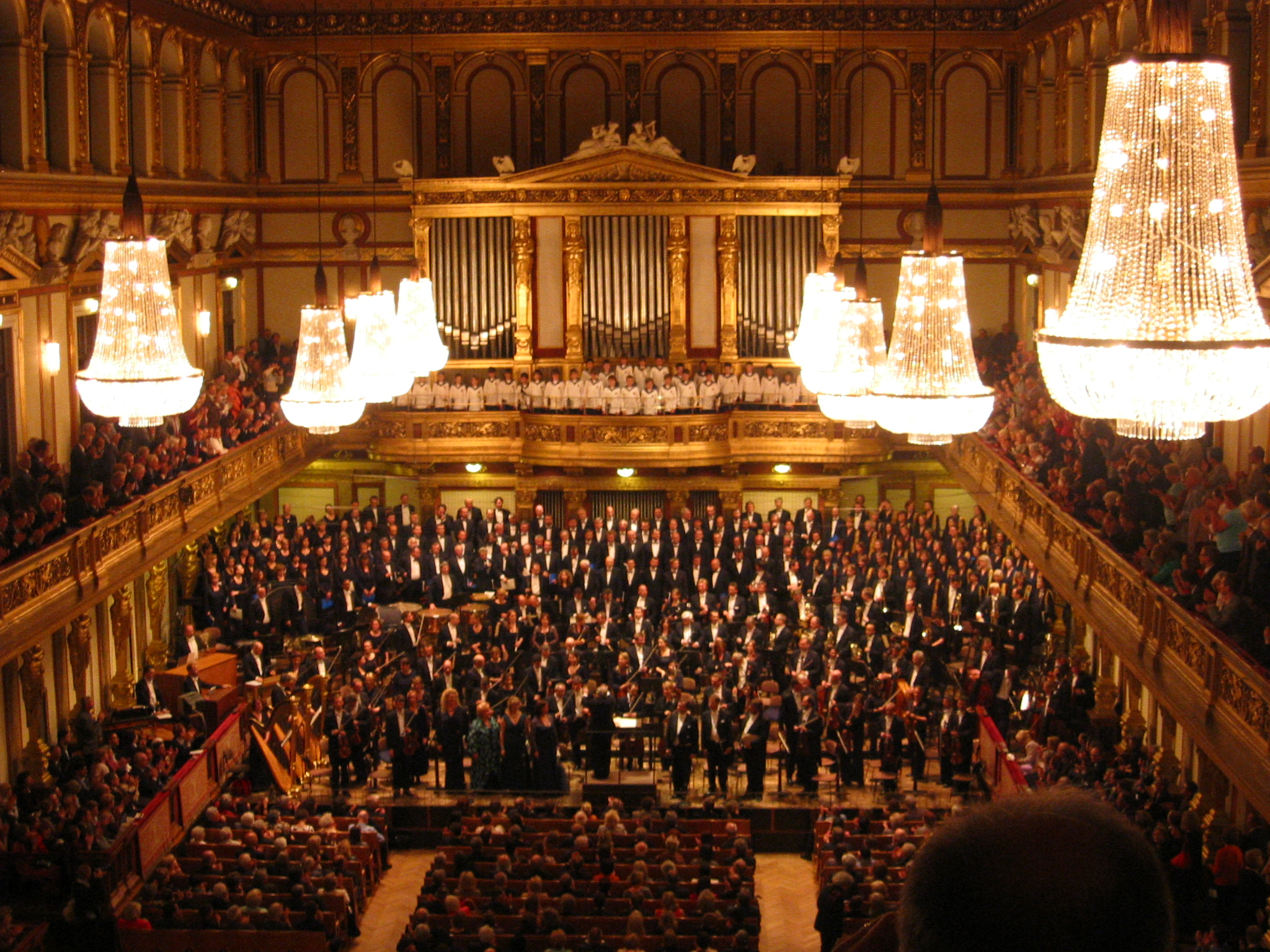
グスタフ・マーラー 交響曲第8番 – ウィーン楽友協会合唱団 – ウィーン少年合唱団 – シュターツカペレ・ベルリン – ピエール・ブーレーズ in ウィーン楽友協会の大ホール

ウィーン少年合唱団（独: Wiener Sängerknaben、英: Vienna Boys' Choir）は、オーストリアの少年合唱団である。
1498年に神聖ローマ皇帝マクシミリアン1世が、宮廷礼拝堂少年聖歌隊として創設した合唱団である。原型はインスブルックのヴィルテン少年合唱団で、マクシミリアン1世がウィーンでの新宮廷礼拝堂少年聖歌隊設立の際に、ヴィルテン少年合唱団のメンバーをウィーンに連れてきたものである。

## 活動
宮廷少年聖歌隊の20人ほどの少年たちの主な任務は、宮廷音楽隊の一員として礼拝堂でのミサ曲の演奏にあった。1918年、第一次世界大戦終結とともにオーストリア＝ハンガリー二重帝国が瓦解すると、庇護者はいなくなり少年聖歌隊は1度自宅に帰されてしまうが、1921年、経営手腕を買われ宮廷音楽隊の総長に任命されたヨーゼフ・シュニット神父が、伝統ある団体の維持に乗り出した。古い宮廷少年聖歌隊は1924年に「ウィーン少年合唱団」として公式に団体として創設され、今日まで専門的な音楽活動が精力的に展開されている。合唱団は私立の全寮制学校の形をとり、1948年以降は練習場および寄宿舎、学校として、ウィーンのアウガルテン宮殿内が利用されている。
団員数は約100。団員達は、演奏会用に約25人ずつ「モーツァルト」「シューベルト（元宮廷少年聖歌隊員）」「ハイドン（元シュテファン寺院少年聖歌隊員で、たびたび宮廷少年聖歌隊と共演）」「ブルックナー（元歌唱指導者）」という、合唱団やウィーンと所縁のある作曲家の名前が付けられた4つのグループに分けられ、各グループは年に11週間の演奏旅行に出かけ、世界各地で1グループが約80回の公演をこなしている。どれか1つのグループは必ず演奏旅行に出かけているので、3つのグループが学校に残っていて授業を受けている。毎週日曜日に行われる王宮礼拝堂でのミサでは、これら3つのグループのうちの1グループが歌うことになっている。3つのグループが毎週順番に歌うため、1つのグループは3週間ごとに王宮礼拝堂で歌うことになる。
パート（声部）はソプラノとアルトのみで、声変わりやギムナジウム卒業の14歳となると退団する。「天使の歌声」のイメージを維持するためである。この厳格さが影響し、競争率は1960年代には16倍だったのが、現在は2～3倍となっている。
少年たちは早くから堅実な音楽教育を受け、ほとんどの場合その後の人生に重大な影響を受けている。そのため、彼らの多くが職業音楽家として活躍するようになった。1952年には、男声合唱団コルス・ヴィエネンシス（Chorus Viennensis）が創設された。そこでは専ら、かつてのウィーン少年合唱団員が活動し、たびたび団とも共演する。しかし現在は音楽関係の仕事に就くのは2割程度だという。
日本では、2000年公開の同作品の映画『ドラえもん のび太の太陽王伝説』ではオープニングテーマ『ドラえもんのうた』を歌う。2008年8月から9月にかけて『ピタゴラスイッチ』（NHK）に登場し、いつもここからと『アルゴリズムこうしん』に参加。来日したメンバーのうち指揮者と一部メンバーが実際に行進に参加し、残りがこうしんの歌を歌唱する（練習バージョン「ひとりでこうしん」では、いつもここからがこうしんの歌を歌唱する。）。

## 題材となった映画
いずれも日本公開のもの。
- 『野ばら (映画)』（Der Schönste Tag meines Lebens、1957年、ドイツ） - 出演：ミハエル・アンデ、パウル・ヘルビガー。
- 『いつか来た道』（1959年、日本） - 出演：山本富士子、和波孝禧、黒岩かをる、小林勝彦、シュタットマン・ヴォルフガンク（団員）ほか来日団員総出演。
- 『ほがらかに鐘は鳴る』（Wenn Die Glocken Hell Erklingen、1959年、ドイツ） - 出演：ミハエル・アンデ、ヴィリー・ビルゲル、テディ・レーノ、エレン・シュヴィールス、ロニー・フリードル。
- 『青きドナウ』（Almost Angels、1962年、アメリカ） - 監督：スティーヴ・プレヴィン

## その他
2010年3月12日、1960年代（上記、志願者最盛期）から1980年代にかけて、当時指導者の立場にあった職員や上級団員による性的虐待（同性愛行為）がされていた疑惑が発覚。団側は即座にホットラインを設け、情報提供を呼びかけている。2010年3月31日現在、11人の元団員からの連絡があったものの、いずれも「当時はあまりにも厳格な教育が行われていた」という内容であり、性的虐待についての報告はされていない。
2012年12月、専用の劇場が完成。初日にはウィーン・フィルハーモニー管弦楽団の演奏に合わせ、ミサ曲などを披露した。

## 関連文献
- アレキサンダー・ヴィテシュニック『ウィーン少年合唱団』金子登・金子エリカ 共訳（7版）、東京音楽社、1983年3月（原著1969年）。ISBN 4-88564-001-6。 - 7版（初版：1969年）
- ラインハルト・ティール『天使はうたう　ウィーン少年合唱団物語』堀江みどり 訳、東京音楽社、1983年3月。ISBN 4-88564-023-7。 - 原タイトル：Als ob Engel singen。
- 『ようこそ天使たち　ウィーン少年合唱団'86年来日記念号.』東京音楽社、1986年4月。 - 『ショパン』別冊。
- フランツ・エンドラー 著、門屋留樹、門屋厚子 共訳 編『アウガルテン宮殿から　ウィーン少年合唱団苦難と栄光の歴史』東京音楽社、1989年3月。 - 付属資料（録音ディスク1枚8cm袋入）
- パッハー・眞理『アウガルテン宮殿への道　ウィーン少年合唱団とともに』ショパン、2002年4月。ISBN 4-88364-155-4。
- ダンスマガジン 編『少年合唱団　天使の歌声』新書館〈エトワールブックス〉、2004年6月。ISBN 978-4-403-32025-5。